# Tucker (Wrestler)
Tucker (* 24. Juli 1990 in Clackamas, Oregon) ist ein amerikanischer Wrestler. Er stand zuletzt bei WWE unter Vertrag. Sein bislang größter Erfolg war der zweifache Erhalt der WWE 24/7 Championship.

## Wrestling-Karriere

### World Wrestling Entertainment (seit 2013)
Cooper kam nach seinem College-Abschluss im Jahr 2013 zu WWE. Er begann sein Training im WWE Performance Center und erhielt den Ringnamen Tucker Knight.
Knight gab sein professionelles Wrestlingdebüt bei einem NXT-Live-Event am 24. Januar 2015 gegen Tye Dillinger. Sein Fernsehdebüt gab er in der Folge von NXT vom 1. Juli 2015. Knight trat im weiteren Verlauf des Jahres 2015 und Anfang 2016 weiterhin sporadisch im Fernsehen auf.
Nach dieser Zeit bildete er mit Otis Dozovic ein Tag Team, das sich Heavy Machinery nannte. Im Oktober nahm das Duo am Dusty Rhodes Tag Team Classic-Turnier teil. Ihr Fernsehdebüt gaben sie in der Folge von NXT vom 19. Oktober, sie verloren gegen das Team Austin Aries und Roderick Strong. In der Folge von NXT vom 12. Juli forderte Heavy Machinery The Authors of Pain erfolglos für die NXT Tag Team Championship heraus. Im März 2018 nahm Heavy Machinery erneut am Dusty Rhodes Tag Team Classic-Turnier teil, wurde jedoch in der ersten Runde von The Street Profits Angelo Dawkins und Montez Ford eliminiert.
Am 17. Dezember 2018 wurde bekannt gegeben, dass Heavy Machinery im Main Roster debütieren wird. Sie debütierten am 14. Januar 2019 in der Folge von Raw und unterbrachen ein Interview zwischen Alexa Bliss und Paul Heyman. In der folgenden Woche auf Raw besiegten sie The Ascension Konnor und Viktor bei ihrem In-Ring-Debüt. Im Rahmen des Superstar-Shake-Ups wurde Heavy Machinery zu SmackDown gedraftet. Bei Stomping Grounds am 23. Juni 2019 standen Heavy Machinery Daniel Bryan und Rowan für die WWE SmackDown Tag Team Championship gegenüber, die Titel konnten sie nicht gewinnen.
Bis Ende 2019 ging Otis mit Mandy Rose eine Romanze ein. Hierbei spielte er auch eine kleine Rolle und fehdete eine kurze Zeit mit Dolph Ziggler. Am 9. Oktober 2020 wechselte er aufgrund des Drafts zu Raw. Am 9. November 2020 gewann er zweimal den WWE 24/7 Championship, hierfür besiegte er zweimal Drew Gulak. Den Titel verlor er wenige Sekunden später an Gran Metalik. Am 15. April 2021 wurde er von der WWE entlassen.

## Titel und Auszeichnungen
- World Wrestling Entertainment
  - WWE 24/7 Championship (2×)

- Pro Wrestling Illustrated
  - Nummer 261 der Top 500 Wrestler in der PWI 500 in 2018